# Дајана, принцеза од Велса
Дајана, принцеза од Велса (енгл. Diana, Princess of Wales; 1. јул 1961 — 31. август 1997), рођена као Дајана Френсис Спенсер (енгл. Diana Frances Spencer), била је прва супруга Чарлса, принца од Велса, најстаријег сина краљице Елизабете II и тренутног краља Уједињеног Краљевства. Дајана је једна од најистакнутијих личности популарне културе двадесетог века, као и једна од најпопуларнијих и најфотографисанијих модних икона. Пленила је својом харизмом, бритким умом и човекољубљем.
Дајана је рођена у породици британског племства са краљевским пореклом као Поштована Дајана Спенсер. Била је треће дете и трећа кћерка Џона Спенсера, осмог грофа Спенсера од Алторпа и Племените Франсис Рут Бурк-Рош, ћерке лорда Фермоја. Одрасла је у Парк Хаусу, који се налази на Сандрингамском поседу, а образовала се у Енглеској и Швајцарској. Када је њен отац наследио титулу грофа Спенсера 1975. године, она је постала дама Дајана Спенсер.
Венчање са принцом од Велса одржано је 29. јула 1981. године, у катедрали Светог Павла, имало је огромну светску гледаност од преко 750 милиона људи. За време брака, Дајана је носила титулу принцезе од Велса, војвоткиње од Корнвола, војвоткиње од Ротсеја, грофице од Честера и баронесе од Ренфруа. Родила је два сина, принчеве Вилијама и Хенрија, који су други и трећи у реду за наследство британског престола. Као принцеза од Велса, Дајана је преузела краљевске дужности у име краљице и представљала краљицу у иностранству. Стекла је огромне симпатије својим добротворним радом и подршци Међународној кампањи забрани мина. Одржавала је везу са десетинама добротворних организација укључујући лондонску болницу Велика Ормондова улица за децу, којом је председавала од 1989. године.

## Венчање из снова
На дан 29. јула 1981. године Дајана се удала за принца Чарлса у катедрали Светог Павла у Лондону. Спектакуларно венчање преносиле су телевизије широм света, а Чарлс, који је од Дајане старији 12 година, деловао је пресрећно.
Прву брачну ноћ младенци су провели у дворцу покојног лорда Маунтбатена (енгл. Lord Mountbatten) након чега су крстарили Медитераном краљевским бродом Британиа (енгл. Britannia). Комплетно особље тврди исто – младенци су били опијени од љубави.
Дајана је родила првог сина 21. јуна 1982. године, а другог по реду наследника круне, принца Вилијама Артура Филипа Луиса. По њеној жељи породила се у болници Свете Мери (енгл. St. Mary´s), а не сходно традицији у Бакингемској палати.
Другог сина Хенрија кога зову Хари родила је 15. септембра 1984. године.
Током брака Дајана се борила са булимијом, депресијом, а чак је у пар наврата покушала себи да одузме живот. Ендру Мортон (енгл. Andrew Morton) је 1992. године издао књигу „Дајана: њена истинита прича“. У тој књизи је објавио дугогодишњу везу принца Чарлса са Камилом Паркер Боулз (енгл. Camila Parker Bowles), која је тада била у браку.
У интервјуу који је Дајана дала свом професору Питеру Сетелену 1992–1993. откривене су многе тајне покојне принцезе. Тада је признала да је заљубљена у једног члана особља, краљевског полицајца, Барија Манакија. Не само што је добио отказ када је скандал откривен, већ је и настрадао у саобраћајној несрећи 1987. године. Дајана је била убеђена да је њен љубавник ликвидиран.
Такође је у интервјуу рекла да је била код краљице 1986. да јој тражи помоћ након што је сазнала да је Чарлс наставио да се виђа са Камилом. Краљица јој је одговорила: „Не знам шта би требало да урадите. Чарлс је очајан“. Пре сусрета са краљицом пресекла је себи вене, а у трудноћи са Вилијамом бацила се низ степенице Бакингемске палате.
Дајана је била у вези са инструктором јахања Џејмсом Хјуитом (енгл. James Hewitt), као и са рагби звездом Вилом Чарлингом (енгл. Will Charling), чији се брак убрзо распао.
Чарлс и Дајана су се коначно развели 2. новембра 1996. године.

## Смрт
Дајана и њен нови вереник Доди Ал Фајед (енгл. Dodi Al Fayed, арап. دودي الفايد) су 31. августа 1997. године након вечере у хотелу Риц (енгл. Ritz) у Паризу Дајаниним мерцедесом кренули у вечерњи излазак. Аутомобил великом брзином улеће у тунел Алма и удара у зид и на месту су погинули возач Хенри Пол и Доди, а Дајана је преминула 4 сата касније у болници. Једини преживели је Додијев телохранитељ Тревор Риз Џонс (енгл. Trevor Rees Jones). Доктор Бруно Рион је у 4 сата ујутру објавио да је Дајана преминула од последица унутрашњег крварења проузрокованог јаким повредама грудног коша, плућа и главе.
Смрт Дајане и Додија остаје обавијена велом тајне и након више од 20 година. Први оптужени били су папараци који су их у стопу пратили и нису им помогли након несреће већ су наставили да фотографишу. Након тога сумња је пала на возача који је наводно био пијан. Сумња се и на британску обавештајну службу којој није одговарала веза принцезе са муслиманом. Такође је мистерија и бели Фијат уно који је у тунелу окрзнуо ауто у ком су били Дајана и Доди, а након тога је нестао са места несреће.
Доди је сахрањен исте вечери у Лондону, а Дајана 6. септембра 1997. уз све краљевске почасти на породичном имању Спенсерових.

## Реакције и теорије завере

### Реакција Мохамеда Ал-Фаједа
Фебруара 1998. Мохамед Ал-Фајед, отац погинулог Додија Фаједа, јавно је изјавио да је удес у коме је његов син страдао био унапред испланиран, и да је за његову организацију одговорна британска обавештајна служба MI6 и Принц Филип, војвода од Единбурга. Истрага започета у Лондону 2004. је закључила да је удес изазван веома неопрезном вожњом возача Анрија Пола, који је у покушају бекства од папараца слупао возило у тунелу. Суд је 7. априла 2008. донео пресуду о "незаконитом убиству". Мохамед Ал-Фајед је дан након коначне пресуде у истрази најавио да ће окончати десетогодишње напоре да докаже да је трагедија била убиство. Рекао је да је то учинио због Дајанине деце.

### Дајанина трудноћа
Др Џон Бартон, бивши запослени у Краљичином домаћинству, је јануара 2004. за британски Тајмс изјавио да је присуствовао обдукцији Принцезе Дајане, и да је, након што је лично прегледао њену материцу, закључио да Дајана није била трудна.
Како би испитали тврдње Мохамеда Ал-Фаједа, Операција Паџет, основана ради истраге о Дајанином случају, је затражила анализу крви пронађену на седишту на коме је она седела за време удеса. Анализом је утврђено да крв није садржала трагове хормона HCG, који се повезује са трудноћом. Истрага је такође интензивно испитивала Дајанине пријатеље који су, у недељама које су претходиле аутомобилском удесу, са њом били у блиском контакту. Докази прикупљени од њених пријатеља су веома осетљиве природе, и као такви нису сви могли да буду део званичног извештаја, али се у коначном извештају нашло да су њени пријатељи рекли да је она имала редован менструални циклус, и да постоје докази да је користила контрацепцију.

### Дајанино писмо батлеру
Дајанин батлер Пол Барел је 2003. објавио писмо за које је навео да га је Дајана лично написала, и у коме се наводи да њен бивши супруг, принц Чарлс, "планира удес у њеном ауту, отказ кочница, и озбиљну повреду главе", како би он могао да се поново ожени. Барел је у својим књигама тврдио да је Принцеза Дајана за њега рекла да је "једини човек коме је икад веровала", и да га је називала "њеном стеном" јер је њој пружао ослонац током тешких времена. Те изјаве сем самог Барела нико није поткрепио. Дајанина мајка, Франсес Кид, га није подносила, и рекла је да је он "само још један прилепак који се шлепује на Дајанину славу". Судија Скот Бејкер га је оптужио за фалсификовање писма, и довео је Барелов кредибилитет као сведока у питање.
Барел је према Дајанином тестаменту добио 50.000 фунти.

## Породица

### Родитељи
| име              | слика | датум рођења     | датум смрти    |
| ---------------- | ----- | ---------------- | -------------- |
| Џон Спенсер      |       | 24. јануар 1924. | 29. март 1992. |
| Франсис Шанд Кид |       | 20. јануар 1936. | 3. јун 2004.   |

### Супружник
| име       | слика | датум рођења       |
| --------- | ----- | ------------------ |
| Чарлс III |       | 14. новембар 1948. |

- брак разведен 1996.

### Деца
| име                            | слика | датум рођења        | супружник                    |
| ------------------------------ | ----- | ------------------- | ---------------------------- |
| Вилијам, принц од Велса        |       | 21. јун 1982.       | Кетрин, принцеза од Велса    |
| Принц Хари, војвода од Сасекса |       | 15. септембар 1984. | Меган, војвоткиња од Сасекса |